# 目黒区立駒場小学校
目黒区立駒場小学校（めぐろくりつ こまばしょうがっこう）は東京都目黒区にある公立小学校。

## 概要
学区内外には、東京大学教養学部キャンパスをはじめ、都立国際高校、都立駒場高校、筑波大附属駒場中・高、駒場東邦中・高、日本工大駒場中・高、駒場学園高校など、多くの学校が隣接している。
このうち、都立国際高校、筑波大学附属駒場中・高、駒場東邦中・高の生徒とは科学教室・英語活動などで交流を行っている。また、東京大学の教授・准教授、筑波大附属駒場中・高、日本工大駒場中・高の教員らが、サマースクール等で学習教室の講師を引き受けている。
東日本大震災後、目黒区と友好都市である宮城県気仙沼市立大島小学校との交流を実施している。

## 教育目標
人権尊重の精神を基調とし、人間性豊かで、国際性に富み、自ら学び、自ら考えることのできる児童を育成する教育を目指し、次の教育目標を設定する。

## 沿革
- 1932年7月 設置認可
- 1933年2月 菅刈小学校分教場として開設
- 1934年6月 東京市駒場尋常小学校として独立
- 1941年4月 東京市駒場国民学校と改称
- 1943年7月 東京都駒場国民学校と改称
- 1945年5月 戦災により校舎全焼
- 1946年4月 東京都目黒区駒場小学校と改称
- 1948年7月 仮校舎落成
- 1950年2月 校舎増改築
- 1951年6月 校歌制定
- 1960年7月 校舎増改築
- 1967年3月 体育館、鉄筋校舎第一期工事落成
- 1972年3月 鉄筋校舎第二期工事落成
- 1973年3月 鉄筋校舎第三期工事落成
- 1983年3月 耐震補強工事及び内外塗装
- 1984年11月 東校舎（保健室、特別教室）落成
- 1986年10月 正門、東門改築
- 1988年10月 給食室全面増改築工事完了
- 1992年3月 ランチルーム改装工事完了
- 1994年4月 文部省研究開発学校（平成9年3月31日まで）
- 1999年10月 研究発表会（目黒区研究奨励校　国際理解教育）
- 2002年8月 校舎・体育館耐震工事
- 2005年10月 研究発表会（目黒区教育開発指定校　英語活動）
- 2006年4月 二期制開始
- 2008年1月 研究発表会（目黒区教育開発指定校　小中連携教育の推進）
- 2008年3月 校庭擁壁等改修工事完了
- 2009年4月 午前5時間制実施
- 2009年4月 目黒区学校版ISOプログラム導入
- 2010年12月 研究発表会（目黒区教育開発指定校　小中連携教育の推進）
- 2011年9月 校舎外壁塗装・プール改修工事及び塗装　完了
- 2011年10月 気仙沼市立大島小学校との交流会（児童・教職員約50名来校）
- 2013年1月 研究発表会（目黒区教育開発協力校　小中連携言語活動カリキュラム開発）
- 2014年8月 照明ＬＥＤ化工事　完了
- 2015年10月 研究発表会（東京都オリンピック・パラリンピック教育推進校・研究開発校　体育科）
- 2018年9月 校庭改修工事　完了
- 2020年11月 研究発表会（目黒区人権教育推進校）

## 交通
- 京王井の頭線駒場東大前駅 徒歩２分